# GFF4
 O GFF4 (Geschützte Führungs- und Funktionsfahrzeuge, Klasse 4: Comando Protegido e Veículos Funcionais, Classe 4), anteriormente KMW Grizzly, é um veículo blindado MRAP de peso médio, desenvolvido por Krauss-Maffei Wegmann (KMW), projetado para operação com o Exército alemão baseado no chassi 6x6 Trakker da Iveco, adaptado para atender às necessidades do exército alemão. Ele está sendo desenvolvido sob a direção do Ministério Federal da Defesa, Departamento Federal de Tecnologia e Compras de Defesa (Bundesamt für Wehrtechnik und Beschaffung). O primeiro veículo será entregue em novembro de 2007.
O GFF4 foi projetado para atender aos veículos específicos de comando e função protegidos "Classe 4" do Exército Alemão, com um peso bruto de 25 toneladas e transportável na aeronave Airbus A400M. Atualmente, o Exército alemão poderia usar apenas o ATF Dingo 2 menor de 12,5 toneladas ou o Boxer MRAV de 33 toneladas.
A Grizzly pode transportar 10 soldados totalmente equipados, o que excede em mais de 50% as 3 toneladas exigidas pelo pedido de proposta alemão (RFP). O veículo está protegido em todas as direções. O compartimento do motorista e o compartimento da tripulação formam uma célula de segurança integral que fornece proteção contra dispositivos explosivos improvisados (IEDs), projéteis, mísseis e minas. O quadro da célula também forma uma gaiola. O compartimento do motor e a transmissão são blindados para reduzir a chance de uma 'morte por mobilidade' sob ataque.
A KMW está oferecendo o veículo em várias configurações e, como o design é baseado em um conceito modular, é possível uma variante 4x4 menor ou 8x8 maior, com cargas correspondentes.

## Operadores

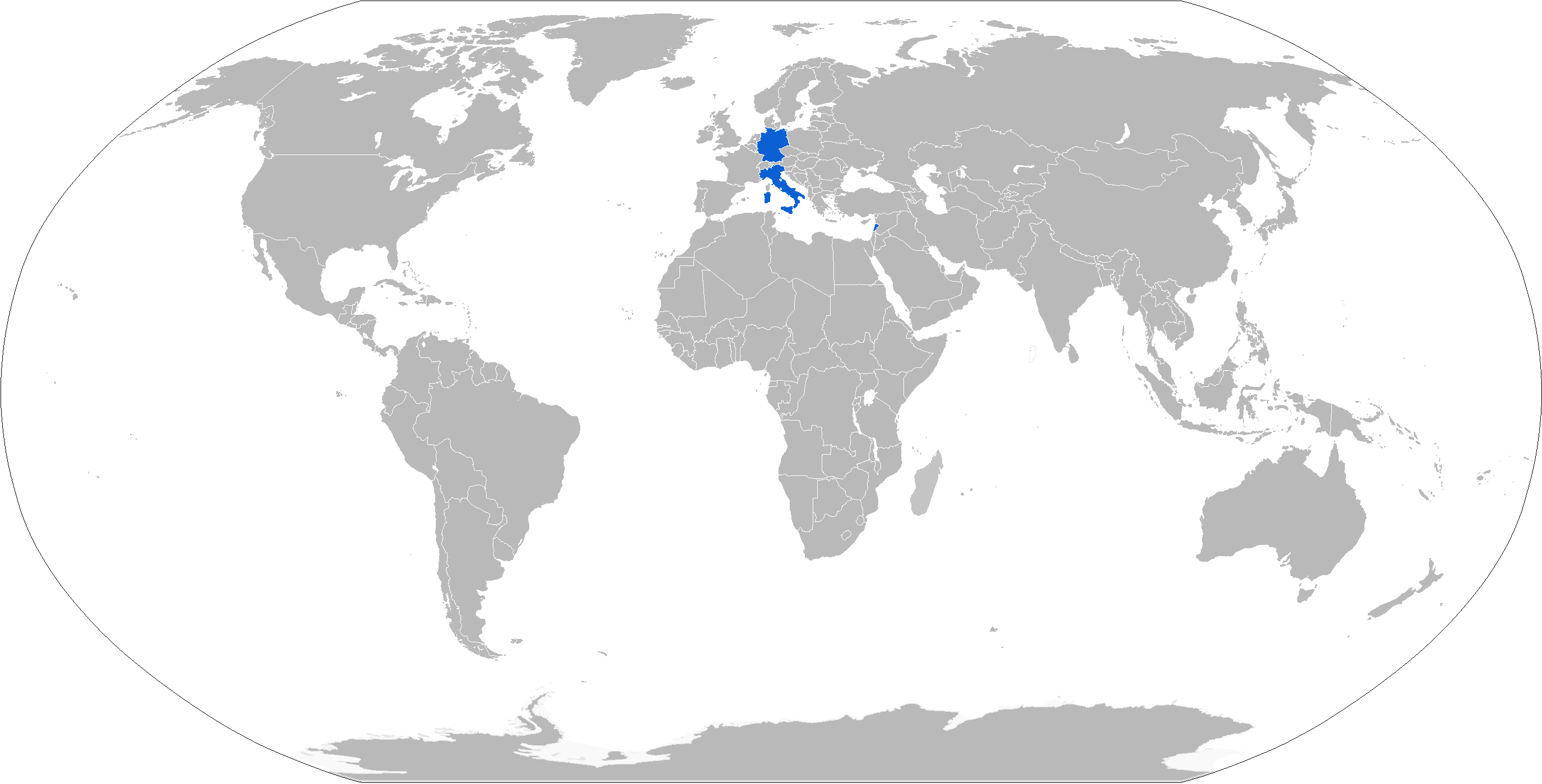
Mapa dos operadores do KMW Grizzly em azul

### Operadores atuais
- Alemanha: Desconhecido.
- Líbano: 5 veículos entregues da Itália (variante de chassi 4x4 da Iveco DV)
- Itália: veículo semelhante produzido pela Iveco DV com a variante do chassi 4x4. Chamado pelo VTMM do Exército Italiano (Veicolo Tattico Medio Multiruolo; Veículos Táticos Multirole) "Orso" (Urso). 56 veículos, 16 ambulâncias.

## Veículos militares de nome semelhante
O KMW Grizzly, em homenagem ao urso norte-americano Grizzly, compartilha seu nome com vários outros veículos militares:
- Blackwater USA Grizzly APC
- AVGP Grizzly
- Veículo de engenharia de combate Grizzly, baseado no chassi do tanque M1 Abrams